# Niccolò da Carrara

Stemma Da Carrara

Niccolò da Carrara (Padova, seconda metà XIII secolo – Chioggia, 19 ottobre 1344) è stato un politico italiano.

## Biografia
Era figlio di Ubertino il Vecchio di Bonifacio da Carrara e di un'Iselgarda di cui non è noto il cognome. 
Attuò una spregiudicata politica filoscaligera. 
Nel 1320 insieme a Marsilio de' Rossi difese con successo Padova dall'attacco degli scaligeri, e fu ambasciatore al Congresso di Bolzano del 1320. Nel 1322 fu podestà e capitano di guerra a Bologna.
Si oppose al cugino Marsiglio I, all'epoca podestà di Padova, e nel 1327 tramò contro di lui; il cugino sventò il complotto, lasciando Niccolò libero ma imprigionandone gli amici.
Nel 1335 fu rettore del partito guelfo a Parma. Morì nel 1344 e fu sepolto in Sant'Agostino, a Padova.

## Discendenza
Sposò in prime nozze Elena di Salvino della Torre; rimasto vedovo, si risposò con una Giacoma originaria di Vicenza. Da queste unioni nacquero Giacomo, Giacomino (che diverranno entrambi signori di Padova), Beatrice e Iselgarda.